# José Luis Beato
José Luis Beato González (Madrid, España; 16 de noviembre de 1963) es un político hispano-mexicano. Fue Secretario de Desarrollo Económico de la Ciudad de México de 2018 a 2019. 
De 1983 a 1991, se desempeñó en España como empresario constructor en el sector de vivienda. A partir 1991 se traslada a México y vive de manera ininterrumpida en la Ciudad de México hasta la fecha, donde se ha desarrollado como empresario propietario de empresas en las áreas de instalación y mantenimiento de calderas, emisiones a la atmósfera, estudios ambientales y programas de protección civil de 1991 a 2002, así como en la automatización y seguridad industrial en la venta de sensores de proximidad desde 2001 a la fecha.

## Perfil académico
Ingeniero en energía con especialidad en energía solar por la Universidad Autónoma Metropolitana, plantel Iztapalapa, con medalla al mérito universitario y primer lugar de su generación. Cuenta con un postgrado en finanzas con mención honorífica por la Universidad Panamericana y una maestría en administración de proyectos concluida con mención honorífica en mayo de 2018.

## Perfil público
De 1993 a 2016 fungió como directivo de COPARMEX, donde presidió siete comisiones de trabajo diferentes; Ecología, Seguridad e Higiene, Protección Civil, Energía, Desarrollo Em-presarial, Membresía y Afiliación. De 2011 a 2013 fue vicepresidente a cargo de comisiones de COPARMEX así como presidente de la misma de la CDMX de 2013 a 2016. También en COPARMEX se desempeñó como Consejero Nacional e integrante de la Comisión Ejecutiva en diversos periodos.

## Administración pública
En 2016 fue el coordinador del Programa de Incubadoras de la CDMX del Instituto Nacional del Emprendedor (INADEM).

## Política partidista
Coordinador del Pro-grama de Desarrollo Económico en la CDMX para la Dra. Claudia Sheinbaum. A partir de diciembre de 2018 a octubre de 2019, recibe el nombramiento de Secretario de Desarrollo Económico de la CDMX.